# Regione amministrativa
La regione, anche chiamata regione amministrativa, è un tipo di ente territoriale previsto nell'ordinamento giuridico di vari Stati del mondo.
Generalmente la regione rappresenta il primo livello di suddivisione del territorio di uno Stato: nel caso dell’Italia, gli artt.114 e seguenti della Costituzione si preoccupano di definirne i contorni. In particolare, si parla di regioni (oltre che comuni, province e città metropolitane) come enti autonomi con propri statuti, poteri e funzioni secondo i princìpi fissati dalla Costituzione.
Quando è prevista nell'ordinamento giuridico dello Stato, raramente la regione non rappresenta il primo livello di suddivisione del territorio dello Stato. Un esempio di tale atipicità si trova in Canada, dove il primo livello di suddivisione del territorio è costituito dalla provincia, mentre la regione rappresenta il secondo livello di suddivisione del territorio dello Stato esclusivamente per la provincia del Québec.

## Regioni amministrative nel mondo
Vari Stati nel mondo hanno la regione come tipo di ente territoriale. Nella tabella seguente sono riportati, in ordine alfabetico, gli stati nei quali la regione rappresenta il primo livello di suddivisione del territorio dello Stato (nella seconda colonna della tabella è indicato il termine utilizzato per indicare la regione nelle lingue ufficiali dello Stato):
| Stato             | Terminologia locale                                   |
| ----------------- | ----------------------------------------------------- |
| Belgio            | région (francese), region (tedesco), regio (olandese) |
| Ciad              | région (francese)                                     |
| Cile              | región (spagnolo)                                     |
| Congo             | région (francese)                                     |
| Costa d'Avorio    | région (francese)                                     |
| Camerun           | région (francese) region (inglese)                    |
| Danimarca         | regioner (danese)                                     |
| Eritrea           | zoba (tigrino)                                        |
| Filippine         | rehyon (filippino), region (inglese)                  |
| Francia           | région (francese)                                     |
| Ghana             | region (inglese)                                      |
| Guinea            | région (francese)                                     |
| Guinea-Bissau     | região (portoghese)                                   |
| Guyana            | region (inglese)                                      |
| Italia            | regione (italiano)                                    |
| Madagascar        | faritra (malgascio)                                   |
| Mali              | région (francese)                                     |
| Namibia           | region (inglese), region (tedesco)                    |
| Nuova Zelanda     | region (inglese)                                      |
| Senegal           | région (francese)                                     |
| Tanzania          | region (inglese)                                      |
| Togo              | région (francese)                                     |
| Trinidad e Tobago | region (inglese)                                      |

Oltre a questi stati che usano la regione come primo livello di suddivisione del territorio dello Stato, c'è il Canada che usa la regione come secondo livello di suddivisione del territorio dello Stato. In Canada però la regione viene utilizzata esclusivamente per la provincia del Québec.

### Regioni amministrative del Canada
Nell'ordinamento giuridico del Canada, la regione è prevista esclusivamente nella provincia del Québec.

## Euroregioni
Recentemente l'Unione europea ha approvato la creazione di Euroregioni, ovvero strutture cooperative transnazionali fra due o più territori collocati in diversi paesi dell'Unione Europea o del continente in genere. Queste strutture costituiscono il primo passo per la realizzazione di un'Europa unita a livello politico in quanto superano la divisione tradizionale in Stati dell'Europa e di fatto limitano il potere dei singoli Governi spostando la focalizzazione su territori che, indipendentemente dalla collocazione geografica, condividono lingue, culture e interessi socio-economici.
Le Euroregioni che vedono coinvolti territori italiani sono le seguenti:
- Euroregione Adriatico Ionica;
- Euroregione Alpi-Mediterraneo;
- Euroregione Euromed;
- Regio Insubrica;
- Euregio Tirolo-Alto Adige-Trentino.